# Korfbal 1963-1964
In 1963-1964 werd korfbal gespeeld in twee landelijke bonden, de NKB en CKB. In 1970 zouden beide bonden samensmelten tot de huidige KNKV.

## Veldcompetitie NKB
In seizoen 1963-1964 was de hoogste Nederlandse veldkorfbalcompetitie de Hoofdklasse. Er speelden 22 teams, verdeeld over 2 poules, waarbij de kampioen van Hoofdklasse A de kampioenswedstrijd speelde tegen de kampioen van Hoofdklasse B.
Hoofdklasse A
| pos | club          | gs | w  | g | v  | pnt | dv  | dt  | dt  |
| --- | ------------- | -- | -- | - | -- | --- | --- | --- | --- |
| 1.  | ROHDA         | 20 | 17 | 1 | 2  | 35  | 158 | 80  | +78 |
| 2.  | Ons Eibernest | 20 | 15 | 1 | 4  | 31  | 139 | 84  | +55 |
| 3.  | LUTO          | 20 | 13 | 3 | 4  | 29  | 137 | 84  | +53 |
| 4.  | Archipel      | 20 | 11 | 2 | 7  | 24  | 132 | 123 | +9  |
| 5.  | Spangen       | 20 | 11 | 1 | 8  | 23  | 102 | 98  | +4  |
| 6.  | Deetos        | 20 | 10 | 1 | 9  | 21  | 104 | 99  | +5  |
| 7.  | DOS           | 20 | 5  | 7 | 8  | 17  | 92  | 99  | −7  |
| 8.  | Rigtersbleek  | 20 | 6  | 2 | 12 | 14  | 103 | 128 | −25 |
| 9.  | Deto          | 20 | 5  | 2 | 13 | 12  | 99  | 129 | −30 |
| 10. | Groen Geel    | 20 | 5  | 0 | 15 | 10  | 70  | 126 | −56 |
| 11. | Wordt Kwiek   | 20 | 2  | 0 | 18 | 4   | 65  | 152 | −87 |

Hoofdklasse B
| pos | club            | gs | w  | g | v  | pnt | dv  | dt  | dt  |
| --- | --------------- | -- | -- | - | -- | --- | --- | --- | --- |
| 1.  | AKC Blauw-Wit*  | 21 | 18 | 1 | 2  | 37  | 149 | 84  | +65 |
| 2.  | Westerkwartier* | 21 | 17 | 1 | 3  | 35  | 151 | 90  | +61 |
| 3.  | HKV             | 20 | 14 | 0 | 6  | 28  | 135 | 98  | +37 |
| 4.  | ZKC             | 20 | 12 | 1 | 7  | 25  | 139 | 105 | +34 |
| 5.  | Het Zuiden      | 20 | 10 | 1 | 9  | 21  | 109 | 86  | +23 |
| 6.  | SAMOS           | 20 | 7  | 5 | 8  | 19  | 94  | 106 | −12 |
| 7.  | Roda            | 20 | 8  | 2 | 10 | 18  | 94  | 114 | −20 |
| 8.  | Die Haghe       | 20 | 6  | 3 | 11 | 15  | 109 | 137 | −28 |
| 9.  | Stânfries       | 20 | 3  | 3 | 14 | 9   | 95  | 135 | −40 |
| 10. | Allen Weerbaar  | 20 | 3  | 2 | 15 | 8   | 75  | 155 | −80 |
| 11. | De Regenboog    | 20 | 3  | 1 | 16 | 7   | 74  | 114 | −40 |

- = = deze 2 ploegen eindigden beide met 35 punten, waardoor een beslissingsduel gespeeld moest worden om de kampioen te bepalen. Dit duel werd gewonnen door AKC Blauw-Wit met 5-2 op 1 juni 1964.

| Hoofdklasse Finale |               |   |   |  |
|                    |               |   |   |  |
| A                  | ROHDA         | 5 | 6 |  |
| B                  | AKC Blauw-Wit | 5 | 7 |  |

| Veldkampioen van Nederland NKB 1964 |
| ----------------------------------- |
| AKC Blauw-Wit                       |

## Zaalcompetitie NKB
Geen poule informatie bekend
| Zaalkampioen van Nederland NKB 1964 |
| ----------------------------------- |
| ROHDA                               |

## Veldcompetitie CKB
Geen poule informatie bekend
| Veldkampioen van Nederland CKB 1964 |
| ----------------------------------- |
| DKOD                                |

## Zaalcompetitie CKB
Geen poule informatie bekend
| Zaalkampioen van Nederland CKB 1964 |
| ----------------------------------- |
| Rotterdam-Zuid                      |